# Shikarpur (Bulandshahr)
Shikarpur es  una ciudad y municipio situado en el distrito de Bulandshahr en el estado de Uttar Pradesh (India). Su población es de 37969 habitantes (2011). 

## Demografía
Según el  censo de 2011 la población de Shikarpur era de 37969 habitantes, de los cuales 20059 eran hombres y 17910 eran mujeres. Shikarpur tiene una tasa media de alfabetización del 65,37%, inferior a la media estatal del 67,68%: la alfabetización masculina es del 74,68%, y la alfabetización femenina del 55%.